# Centre de commerce mondial de Montréal

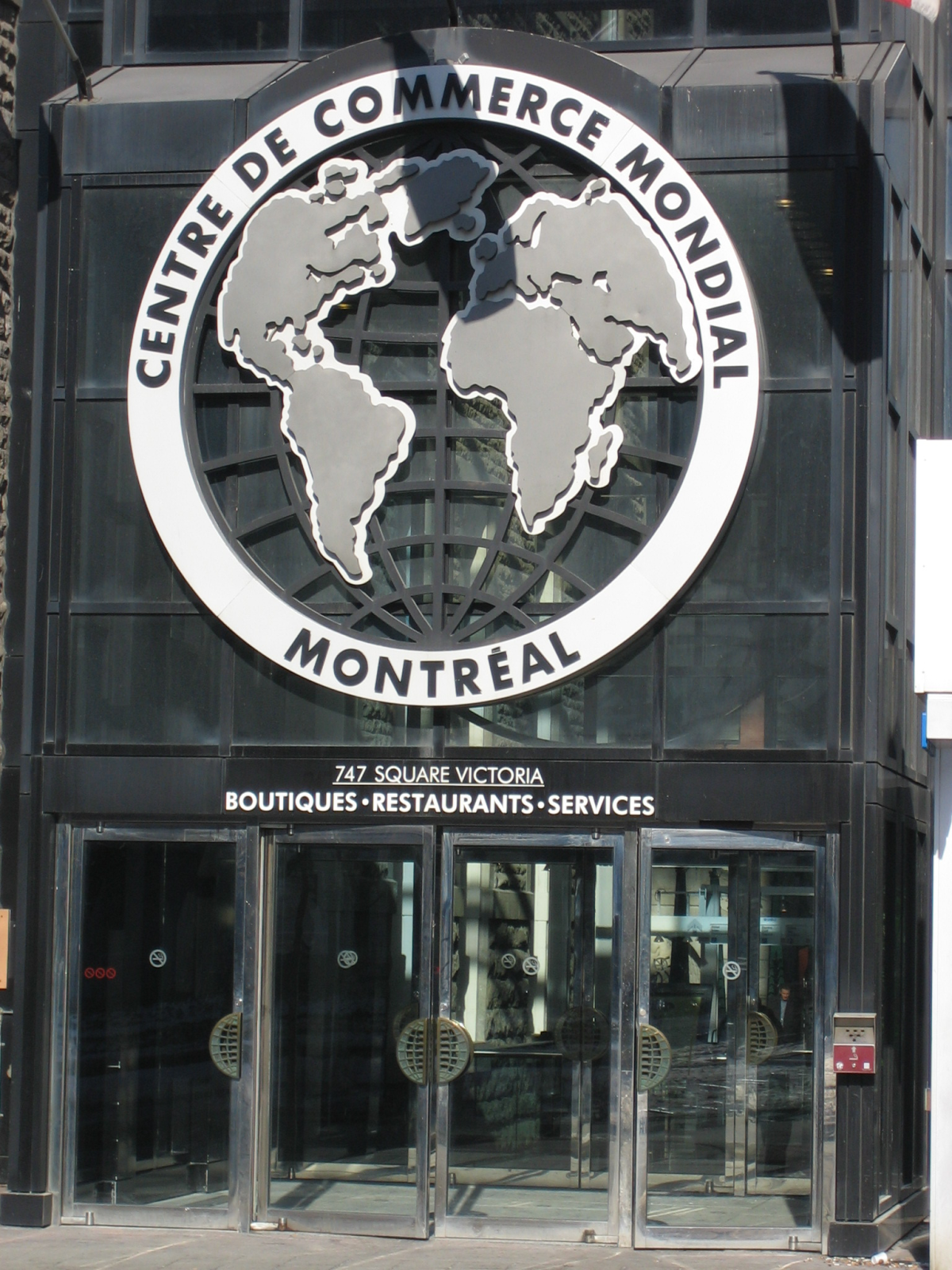
Entrée du Centre de Commerce Mondial

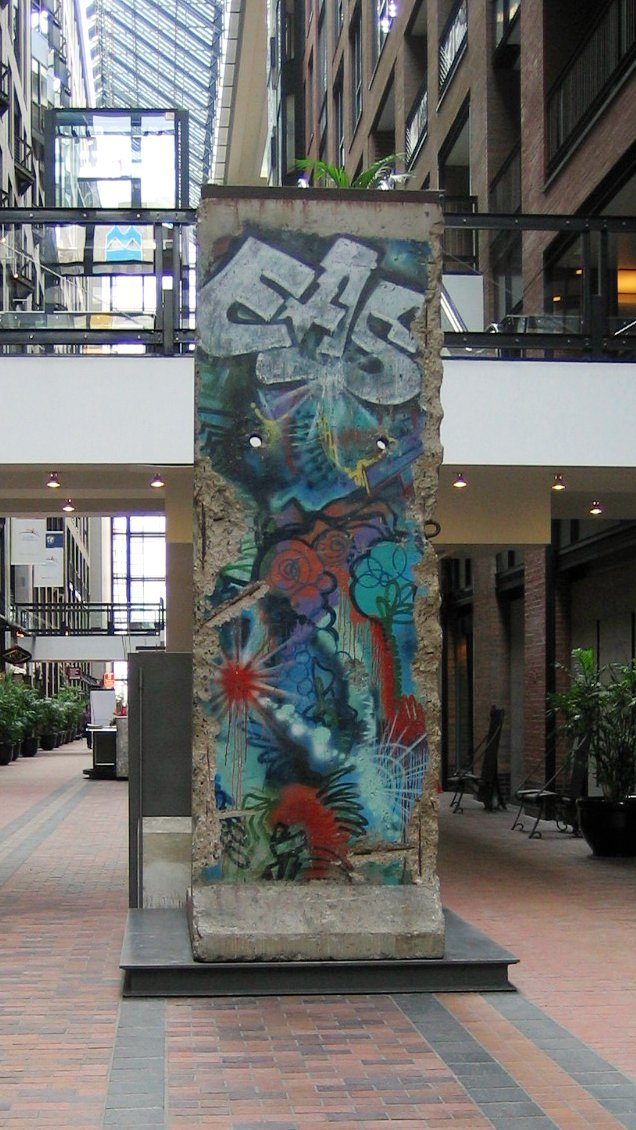
Morceau du Mur de Berlin

Le Centre de commerce mondial de Montréal est un édifice de bureaux et hôtelier situé dans le Quartier international de Montréal. Il a été construit sur la ruelle des Fortifications en 1992, au Vieux-Montréal. Des anciens édifices rénovés y sont couverts et forment ainsi un atrium, contenant des boutiques, restaurants et un accès au Montréal souterrain et à la station Square-Victoria–OACI.
Complété en 1992 par ARCOP (en) en consortium avec Provencher Roy (en), c'est un exemple de « gratte-ciel horizontal » et un exemple-type de renouveau urbain, d'architecture de préservation et de réhabilitation du patrimoine. Le complexe a réussi à unir plusieurs édifices commerciaux datant de l'époque victorienne (entre autres, l'édifice historique de la Banque de la Nouvelle-Écosse et l'édifice de la Canada Steamship Lines) en les rejoignant à l'aide d'un atrium de verre, qui recouvre l'ancienne ruelle des Fortifications, lieu des anciens murs de défense de la ville coloniale.
De l'extérieur, le complexe ressemble à un bâtiment du XIXe siècle avec plusieurs boutiques de différents styles. Une fois à l'intérieur, on est accueilli par un espace ouvert comprenant un bassin, des cafés, des boutiques et plusieurs autres services.
La complexité du projet résidait dans la recherche de fluidité fonctionnelle qui devait être assurée au sein de cet ensemble à vocation contemporaine tout en respectant les valeurs architecturales et historiques de son environnement.
Le centre est lié au Montréal souterrain ainsi qu'aux stations de Square-Victoria–OACI à l'ouest et Place-d'Armes à l'est.
L'Hôtel InterContinental de Montréal coûté 80 millions. II est composé de deux immeubles qui chevauchent la place, du côté est de l'îlot du Centre de commerce. Sa partie neuve, une tour de 25 étages où se trouvent les 359 chambres, à l'angle des rues Saint-Antoine et Saint-Pierre, a été dessinée par les architectes Arcop, de concert avec Provencher, Roy. La firme Gersovitz, Becker, Moss a été associée à la réfection de la partie ancienne. Les sociétés de décorateurs Alexandra Champalimaud et Marshal Cumming ont contribué au design intérieur de l'ensemble.
... une expression architecturale moderne, étonnante, digne des plus grandes métropoles.

## Architecture intérieure
En plus des commerces d'alimentation, bancaire, de mode, de photo et de voyage, le Centre de commerce mondial de Montréal a une architecture intérieure remarquable. Il comprend :
- un morceau du Mur de Berlin, don de la Ville de Berlin en 1992 pour le 350e anniversaire de Montréal;
- l'Hôtel InterContinental Montréal
- une fontaine avec une statue d'Amphitrite, par l'architecte français Dieudonné-Barthélemy Guibal.

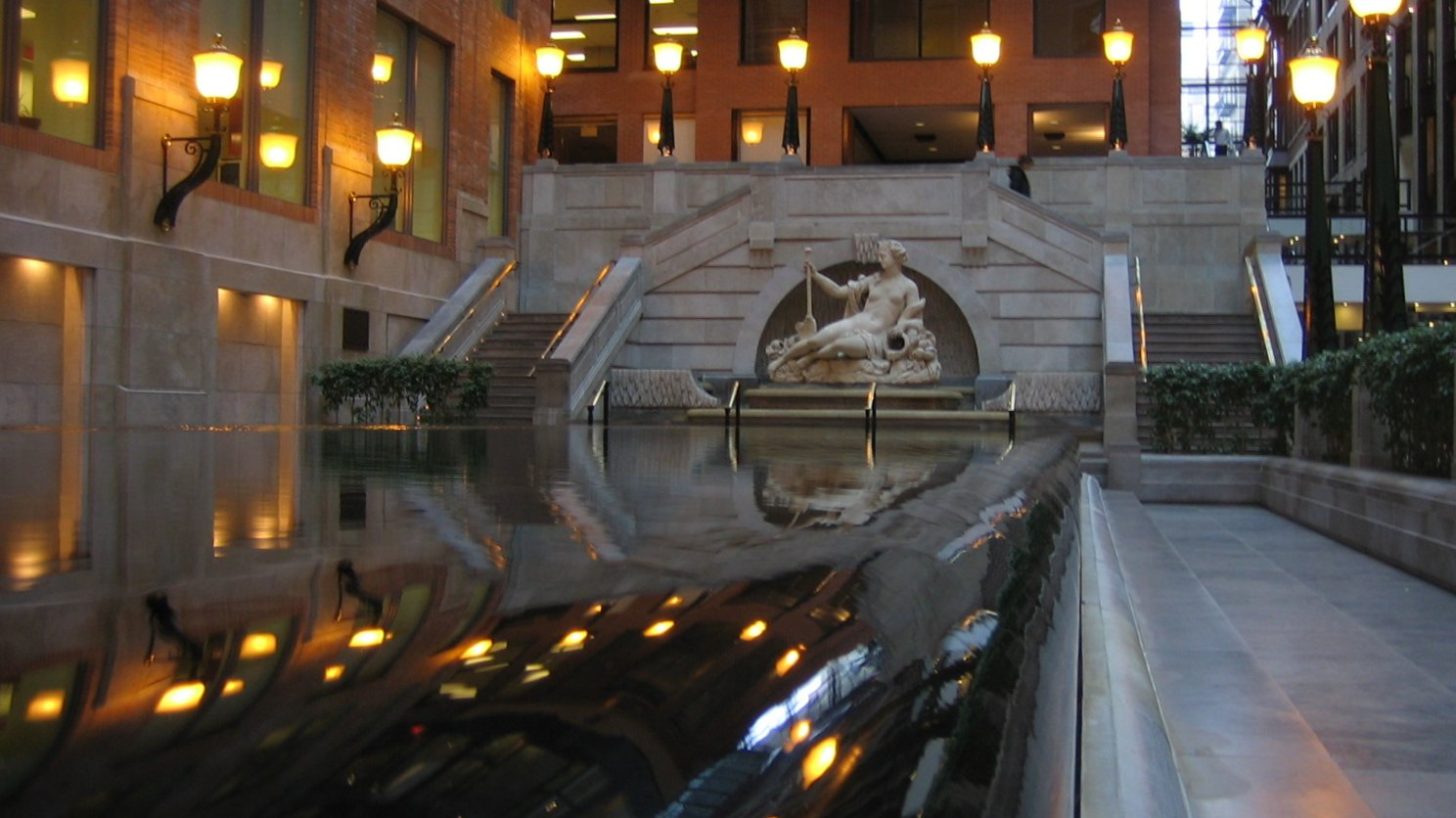
Statue d'Amphitrite

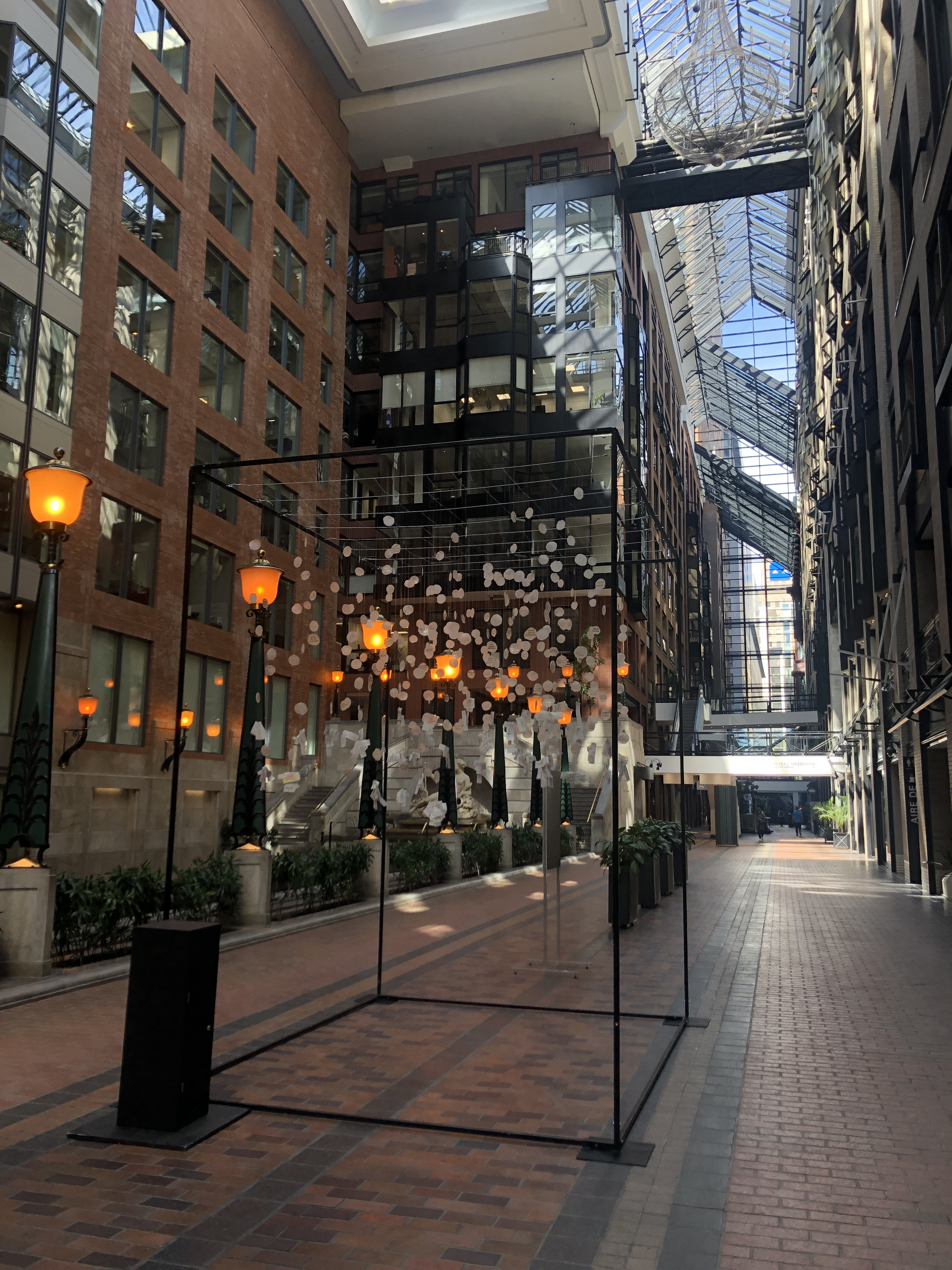
Intérieur du Centre de commerce mondial de Montréal

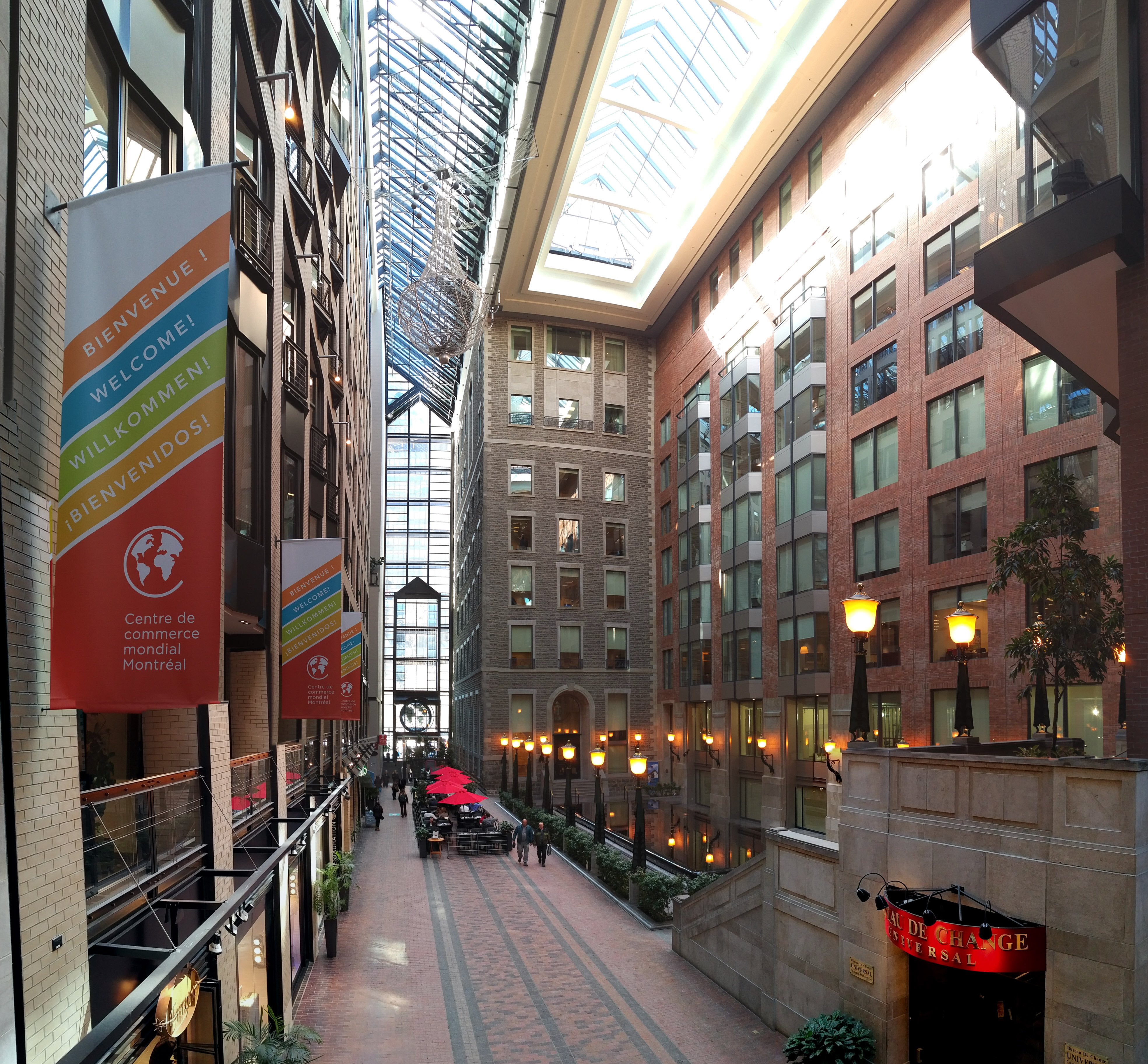
Intérieur.